# Tour de l'Ain 2014
Il Tour de l'Ain 2014, ventiseiesima edizione della corsa, valida come prova di classe 2.HC del UCI Europe Tour 2014, si è svolta in quattro tappe, più un prologo iniziale, dal 12 al 16 agosto 2014, per un percorso totale di 579 km. La corsa è partita da Saint-Amour e si è conclusa a Arbent. La corsa è stata vinta dall'olandese Bert-Jan Lindeman davanti a Romain Bardet e Daniel Martin.

## Tappe
| Tappa  | Data      | Percorso                       | km    | Vincitore di tappa | Leader cl. generale |
| ------ | --------- | ------------------------------ | ----- | ------------------ | ------------------- |
| P      | 12 agosto | Saint-Amour > Saint-Amour      | 4,5   | Gianni Meersman    | Gianni Meersman     |
| 1ª     | 13 agosto | Fontenu > Montrevel-en-Bresse  | 143,3 | Raymond Kreder     | Gianni Meersman     |
| 2ª     | 14 agosto | Bourg-en-Bresse > Saint-Vulbas | 158,5 | Gianni Meersman    | Gianni Meersman     |
| 3ª     | 15 agosto | Lagnieu > Lélex                | 141,8 | Bert-Jan Lindeman  | Bert-Jan Lindeman   |
| 4ª     | 16 agosto | Nantua > Arbent                | 130,7 | Julian Alaphilippe | Bert-Jan Lindeman   |
| Totale | Totale    | Totale                         | 579   |                    |                     |

## Squadre partecipanti
Alla manifestazione parteciparono 16 squadre composte da 6 corridori, per un totale di 96 corridori al via. Sul traguardo di Arbent arrivarono 91 ciclisti.
| Cod. | Squadra                             |
| ---- | ----------------------------------- |
| ALM  | AG2R La Mondiale                    |
| OPQ  | Omega Pharma-Quickstep Cycling Team |
| FDJ  | FDJ                                 |
| COF  | Cofidis                             |
| EUC  | Team Europcar                       |
| BSE  | Bretagne-Séché                      |
| BOA  | Garmin-Sharp                        |
| RDT  | Rabobank Development                |

| Cod. | Squadra                 |
| ---- | ----------------------- |
| ECU  | Ecuador                 |
| WGG  | Wanty-Groupe Gobert     |
| AUB  | Auber 93                |
| M13  | Team Marseille 13-KTM   |
| RLM  | Roubaix Lille Métropole |
| AS2  | Astana Continental      |
| FRA  | Selezione Francia U23   |
| USA  | Colombia                |

## Dettagli delle tappe

### Prologo
- 12 agosto: Saint-Amour (cronometro individuale) – 4,5 km

Risultati
| Pos. | Corridore          | Squadra | Tempo |
| ---- | ------------------ | ------- | ----- |
| 1    | Gianni Meersman    | Omega   | 5'22" |
| 2    | Julian Alaphilippe | Omega   | a 1"  |
| 3    | Pieter Serry       | Omega   | a 3"  |

| Pos. | Corridore          | Squadra | Tempo |
| ---- | ------------------ | ------- | ----- |
| 1    | Gianni Meersman    | Omega   | 5'22" |
| 2    | Julian Alaphilippe | Omega   | a 1"  |
| 3    | Pieter Serry       | Omega   | a 3"  |

### 1ª tappa
- 13 agosto: Fontenu > Montrevel-en-Bresse – 143,3 km

Risultati
| Pos. | Corridore       | Squadra      | Tempo    |
| ---- | --------------- | ------------ | -------- |
| 1    | Raymond Kreder  | Garmin-Sharp | 3h44'30" |
| 2    | Marc Sarreau    | FDJ          | s.t.     |
| 3    | Gianni Meersman | Omega        | s.t.     |

| Pos. | Corridore          | Squadra | Tempo    |
| ---- | ------------------ | ------- | -------- |
| 1    | Gianni Meersman    | Omega   | 3h49'48" |
| 2    | Julian Alaphilippe | Omega   | a 6"     |
| 3    | Pieter Serry       | Omega   | a 7"     |

### 2ª tappa
- 14 agosto: Bourg-en-Bresse > Saint-Vulbas – 158,5 km

Risultati
| Pos. | Corridore       | Squadra  | Tempo    |
| ---- | --------------- | -------- | -------- |
| 1    | Gianni Meersman | Omega    | 3h40'17" |
| 2    | Romain Feillu   | Bretagne | s.t.     |
| 3    | Leonardo Duque  | Colombia | s.t.     |

| Pos. | Corridore          | Squadra | Tempo    |
| ---- | ------------------ | ------- | -------- |
| 1    | Gianni Meersman    | Omega   | 3h49'48" |
| 2    | Julian Alaphilippe | Omega   | a 16"    |
| 3    | Pieter Serry       | Omega   | a 17"    |

### 3ª tappa
- 15 agosto: Lagnieu > Lélex – 141,8 km

Risultati
| Pos. | Corridore         | Squadra      | Tempo    |
| ---- | ----------------- | ------------ | -------- |
| 1    | Bert-Jan Lindeman | Rabobank D.  | 3h53'06" |
| 2    | Romain Bardet     | AG2R         | a 57"    |
| 3    | Daniel Martin     | Garmin-Sharp | a 2'24"  |

| Pos. | Corridore         | Squadra      | Tempo     |
| ---- | ----------------- | ------------ | --------- |
| 1    | Bert-Jan Lindeman | Rabobank D.  | 11h23'26" |
| 2    | Romain Bardet     | AG2R         | a 54"     |
| 3    | Daniel Martin     | Garmin-Sharp | a 2'25"   |

### 4ª tappa
- 16 agosto: Nantua > Arbent – 130,7 km

Risultati
| Pos. | Corridore          | Squadra      | Tempo    |
| ---- | ------------------ | ------------ | -------- |
| 1    | Julian Alaphilippe | Omega        | 3h23'12" |
| 2    | Daniel Martin      | Garmin-Sharp | a 5"     |
| 3    | Carlos Verona      | Omega        | s.t.     |

| Pos. | Corridore         | Squadra      | Tempo     |
| ---- | ----------------- | ------------ | --------- |
| 1    | Bert-Jan Lindeman | Rabobank D.  | 14h47'26" |
| 2    | Romain Bardet     | AG2R         | a 11"     |
| 3    | Daniel Martin     | Garmin-Sharp | a 1'36"   |

## Classifiche finali

### Classifica generale
| Pos. | Corridore              | Squadra               | Tempo     |
| ---- | ---------------------- | --------------------- | --------- |
| 1    | Bert-Jan Lindeman      | Rabobank Dev.         | 14h47'26" |
| 2    | Romain Bardet          | AG2R                  | a 11"     |
| 3    | Daniel Martin          | Garmin-Sharp          | a 1'36"   |
| 4    | Julian Alaphilippe     | Omega                 | a 2'16"   |
| 5    | Jean-Christophe Péraud | AG2R                  | a 2'27"   |
| 6    | Rémy Di Grégorio       | Team Marseille 13-KTM | a 2'42"   |
| 7    | Romain Sicard          | Europcar              | s.t.      |
| 8    | Yoann Bagot            | Cofidis               | a 3'24"   |
| 9    | Pierre Latour          | Sel.Francia U23       | a 3'26"   |
| 10   | Grégoire Tarride       | Team Marseille 13-KTM | a 3'28"   |

### Classifica a punti
| Pos. | Corridore          | Squadra      | Punti |
| ---- | ------------------ | ------------ | ----- |
| 1    | Julian Alaphilippe | Omega        | 57    |
| 2    | Gianni Meersman    | Omega        | 56    |
| 3    | Daniel Martin      | Garmin-Sharp | 36    |

### Classifica scalatori
| Pos. | Corridore         | Squadra               | Punti |
| ---- | ----------------- | --------------------- | ----- |
| 1    | Jordi Simón       | Ecuador               | 45    |
| 2    | Bert-Jan Lindeman | Rabobank Dev.         | 35    |
| 3    | Julien El Fares   | Team Marseille 13-KTM | 32    |

### Classifica giovani
| Pos. | Corridore          | Squadra            | Tempo     |
| ---- | ------------------ | ------------------ | --------- |
| 1    | Julian Alaphilippe | Omega              | 14h49'42" |
| 2    | Pierre Latour      | Sel.Francia U23    | a 1'10"   |
| 3    | Artur Fedosseyev   | Astana Continental | a 1'57"   |

### Classifica a squadre
| Pos. | Squadra               | Tempo     |
| ---- | --------------------- | --------- |
| 1    | AG2R                  | 44h28'33" |
| 2    | Team Marseille 13-KTM | a 4'14"   |
| 3    | Cofidis               | a 6'28"   |

## Evoluzione delle varie classifiche
| Tappa              | Vincitore          | Classifica generale | Classifica a punti | Classifica GPM    | Classifica giovani | Classifica a squadre                |
| ------------------ | ------------------ | ------------------- | ------------------ | ----------------- | ------------------ | ----------------------------------- |
| P                  | Gianni Meersman    | Gianni Meersman     | Gianni Meersman    | Jérôme Coppel     | Julian Alaphilippe | Omega Pharma-Quickstep Cycling Team |
| 1                  | Raymond Kreder     | Gianni Meersman     | Gianni Meersman    | Roman Semyonov    | Julian Alaphilippe | Omega Pharma-Quickstep Cycling Team |
| 2                  | Gianni Meersman    | Gianni Meersman     | Gianni Meersman    | Roman Semyonov    | Julian Alaphilippe | Omega Pharma-Quickstep Cycling Team |
| 3                  | Bert-Jan Lindeman  | Bert-Jan Lindeman   | Gianni Meersman    | Bert-Jan Lindeman | Julian Alaphilippe | AG2R La Mondiale                    |
| 4                  | Julian Alaphilippe | Bert-Jan Lindeman   | Julian Alaphilippe | Jordi Simón       | Julian Alaphilippe | AG2R La Mondiale                    |
| Classifiche finali | Classifiche finali | Bert-Jan Lindeman   | Julian Alaphilippe | Jordi Simón       | Julian Alaphilippe | AG2R La Mondiale                    |